# Aristaea acares
Aristaea acares là một loài bướm đêm thuộc họ Gracillariidae. Nó được tìm thấy ở Tasmania.